# 福知山市治水記念館
福知山市治水記念館（ふくちやまし ちすいきねんかん）は、京都府福知山市下柳町にある記念館。

## 概要
福知山市の中心部は、一級河川由良川が東西に貫き福知山盆地を形成しており、太古の時代から、たびたび水害に見舞われてきた土地である。
2004年（平成16年）の台風23号水害を契機に、福知山の水害に対する取り組みを伝える施設の設置が進められることになった。
福知山市中心部の由良川付近にあるこの建物は、明治10年代に建てられた町家を改修し、明治から大正・昭和の時代の商家の佇まいを残しつつ整備されている。
当記念館には、まちづくりを進めるうえで、水害との闘いや被害などを語り継ぐものとして、1953年（昭和28年）の大水害や2004年（平成16年）の台風23号による被害を記録したパネルや資料などが展示され、これからの治水・防災の重要性を伝えている。
また時折、運営者により、展示等のイベントが開催されている。

## 施設概要
- 所在地：〒620-0022　京都府福知山市字下柳39
- 開館時間：9:00 - 17:00（入場は16:30まで）
- 休館日：毎週火曜（祝日の場合は翌日）、12月27日 - 翌年1月4日
- 入館料：無料
- 管理者：「柳菱クラブ」（地元の下柳町内と菱屋町内の住民で構成）

## 沿革
- 2005年（平成17年）3月：開館
- 2010年（平成22年）4月：入館者数2万人を達成